# Philip Walkate
Philip Walkate (18 maart 1974) is een Nederlands cabaretier, presentator en tekst- en toneelschrijver. Walkate won in 2002 de Holland Casino Podiumprijs en in 2005 de Culture Comedy Award.
Tijdens zijn studie geschiedenis in Leiden was Walkate betrokken bij het Leidsch Studenten Tooneel.
Naast zijn cabaretoptredens is Walkate ook als acteur te zien geweest in diverse reclamecampagnes. Hij acteerde in de anti-leencampagne Blijf Positief van het ministerie van Sociale Zaken en in Amstel-, Ordina- en Tempo Team-reclame. 
In 2007 was hij tekstschrijver voor het satirische actualiteitenprogramma De Nieuwste Show van NPS en BNN.
Hij schreef de toneelstukken Gouwe Ouwe (2017), Wijn (2018) en Cocktails (2020), geproduceerd door Hummelinck Stuurman Theaterbureau. In 2015 schreef hij de eenakter Een Grijze Komedie voor De Parade, met onder anderen Jules Croiset en Annemarie Oster. 
Voor Stichting Het Portret Spreekt schreef hij In de schaduw van Thorbecke (première november 2015) en Adieu Indië! (première maart 2017).
Hij is daarnaast een veelgevraagd humoristisch spreker en cabaretier op congressen en bij bedrijfsevenementen.
In 2009 startte hij de satirische videoserie: Kakker op YouTube. Sinds 2011 is het Kakkerlied zeer populair op YouTube, Spotify en TikTok. In 2021 verscheen 'De avonturen van Kakker - Ons soort kinderboek' en in 2023 'De wereld van Kakker'.

## Programma's & Toneelstukken
Tussen 2001 en 2023 schreef Walkate muzikale cabaretprogramma's en toneelstukken: 
- 2001: Alweer een dag
- 2003: Nederland!
- 2005: Nederland is in de war
- 2007: Man van het Jaar
- 2009-2013: Liedjesprogramma: Philip Walkate Zingt
- 2014-2016: Liedjesprogramma: Als jij er maar bij bent met bassist Egon Kracht
- 2015 Een grijze komedie (Eenakter)
- 2015 In de schaduw van Thorbecke (Toneel)
- 2017 Adieu Indië (Toneel + Muziek)
- 2017 Gouwe Ouwe (Toneelstuk)
- 2018 Wijn (Toneelstuk)
- 2018 Oom Lucien, 1914 (Toneelstuk)
- 2020 Cocktails (Toneelstuk)
- 2022 Hemelsbreed (Toneelstuk)